# Tizenötös játék
A tizenötös játék egyszemélyes absztrakt logikai táblás játék, melynek célja tizenöt számozott négyzetlap sorba rendezése azok elcsúsztatásával egy 4×4-es játékmezőn belül.

## Játékmenet
A játék egy 4x4-es négyzetarányos táblán játszódik, tizenöt darab számozott kockával. A játékosnak sorrendbe kell tenni a számokat, méghozzá úgy, hogy függőlegesen vagy vízszintesen arrébb tolja az egyik kockát valamelyik irányba. A tábla mellett található egy lépésszámláló, mely a megtett lépéseket mutatja.

## Egyéb változatok
- A képes változatban a számok helyett képkockák vannak, melyből a képet kell kirakni. A szabálya megegyezik a számjegyes változattal.
- A visszaszámlálós változatban a számláló azt mutatja meg, hogy hány lépésből kell kirakni a képet vagy a számsorrendet.